# Playa de Cap Blanc
La playa de Cap Blanc es una playa de bolos del municipio de Altea en la provincia de Alicante (España).
Esta playa limita al norte con el Puerto de Altea y al sur con la Playa del Racó del Albir y tiene una longitud de 725 m, con una amplitud de 35 m.
Se sitúa en un entorno semiurbano, disponiendo de acceso por calle. Cuenta con paseo marítimo y aparcamiento delimitado. Es una playa balizada.
- Esta playa cuenta con el distintivo de Bandera Azul

- Datos: Q9060651